# Anay Tejeda
Anay Tejeda Quesada (née le 3 avril 1983) est une athlète cubaine spécialiste du 100 mètres haies.

## Carrière
Figurant parmi les meilleurs espoirs de l'athlétisme cubain, elle se révèle durant la saison 2002 en remportant la médaille d'or des Championnats du monde junior de Bydgoszcz en courant pour la première fois de sa carrière un 100 m haies avec un temps inférieur à 13 secondes (12 s 81).
En 2008, Anay Tejada monte sur la troisième marche du podium des Championnats du monde en salle de Valence, derrière les Américaines LoLo Jones et Candice Davis. Sélectionnée pour les Championnats du monde 2009 de Berlin, elle est éliminée au stade des demi-finales en établissant son meilleur temps de l'année avec 12 s 82.
Ses records personnels sont de 12 s 61 sur 100 m haies (2008) et de 7 s 90 sur 60 m haies (2008)

## Palmarès
| Année | Compétition                    | Lieu                   | Place | Épreuve     |
| ----- | ------------------------------ | ---------------------- | ----- | ----------- |
| 1999  | Championnats du monde jeunesse | Bydgoszcz              | 3e    | 100 m haies |
| 2000  | Championnats du monde junior   | Santiago du Chili      | 7e    | 100 m haies |
| 2002  | Championnats du monde junior   | Kingston               | 1re   | 100 m haies |
| 2003  | Jeux panaméricains             | République dominicaine | 8e    | 100 m haies |
| 2005  | Universiade                    | İzmir                  | 5e    | 100 m haies |
| 2008  | Championnats du monde en salle | Valence                | 3e    | 60 m haies  |